# Megalomus magallanicus
Megalomus magallanicus is een insect uit de familie van de bruine gaasvliegen (Hemerobiidae), die tot de orde netvleugeligen (Neuroptera) behoort. 
Megalomus magallanicus is voor het eerst wetenschappelijk beschreven door New in 1990.